# Parcul Național Taman Negara
Taman Negara este un parc național situat în peninsula Malacca. A fost înființat în 1938 și 1939 cu numele Parcul Național Regele George al V-lea după ce Theodore Hubback i-a convins pe padișahii din statele malaieze Pahang, Terengganu și Kelantan să aloce un teren de la hotarul acestor trei state pentru înființarea unei arii protejate. După independență, a fost redenumit ca Taman Negara, nume care înseamnă „parc național” în limba malaieză. 
Taman Negara are o suprafață totală de circa 4.343 km² și este una dintre cele mai bătrâne păduri umede din lume, cu o vârstă estimată la 130 de milioane de ani. Muntele Tahan, cel mai înalt punct al peninsulei Malacca, cu o înălțime de 2.187 m deasupra nivelului mării, se regăsește în limitele parcului. Taman Negara este o zonă de conservare importantă pentru ecoregiunile pădurilor umede și pădurilor umede montane din Malaysia peninsulară, are o biodiversitate bogată și găzduiește câteva specii periclitate, precum tigrul malaiezian și elefantul asiatic. Parcul se află pe pământurile tradiționale ale câtorva grupuri de Orang Asli, precum poporul Batek, ale căror drepturi sunt recunoscute de legislația parcului.
Fiind o atracție turistică populară, parcul este situat în apropierea satului Kuala Tahan (unde se află sediul din Pahang al parcului) și dispune de un pod suspendat prin coronamentul copacilor, sistemul de peșteri Gua Telinga și repezișurile Lata Berkoh. Vizitatorii pot experimenta pădurea tropicală umedă, practica birdwatching, face drumeții în junglă sau admira priveliștile de-a lungul râului Tahan.

## Geografie

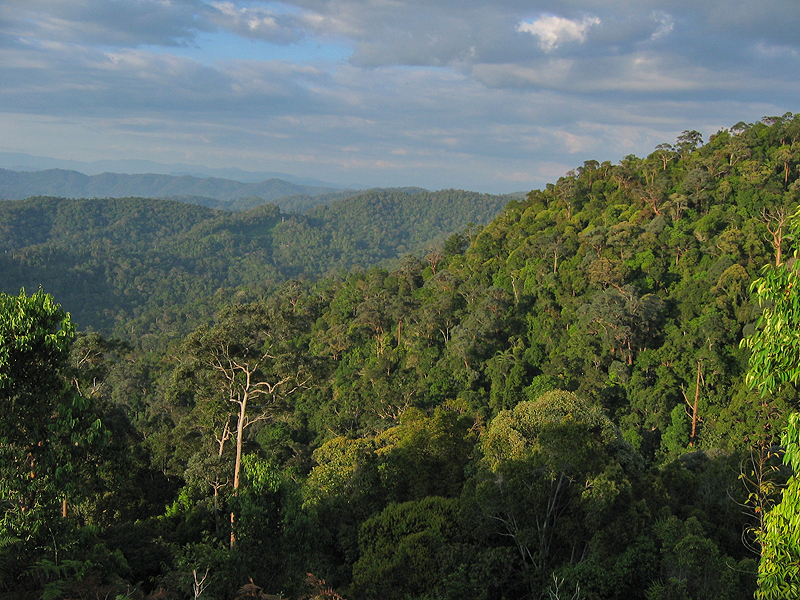
Panoramă a coronamentului arborilor

Parcul se află pe teritoriul a trei state ale Malaysiei: Pahang, Kelantan și Terengganu, fiecare cu legislația sa proprie. Trei decrete cu același nume (Taman Negara) sunt aplicate în cele trei state: nr. 2 din 1939 în Pahang, nr. 14 din 1938 în Kelantan și nr. 6 din 1939 în Terengganu. Decretele au conținut similar.
Pahang este statul cu cea mai mare suprafață protejată: 2.477 km², urmat de Kelantan (1.043 km²) și Terengganu (853 km²). Cu o vârstă estimată la 130 de milioane de ani, pădurea este cunoscută ca „cea mai bătrână pădure tropicală umedă”, însă vârsta pădurii umede Daintreet din Queensland, Australia, este estimată la între 135 și 180 de milioane de ani.
Taman Negara este situat în cea mai mare parte pe roci sedimentare străvechi și cea mai veche parte a continentului și este alcătuit în principal din coline unduitoare domoale, iar în jur de 57 % din suprafața totală de teren a parcului se află la mai puțin de 300 m deasupra nivelului mării datorită unei eroziuni pe termen îndelungat. Cu toate acestea, parcul dispune și de câteva părți muntoase din Lanțul Tahan, un sublanț al Dealurilor Tenasserim. Lanțul Tahan Range găzduiește Muntele Tahan, cel mai înalt și proeminent punct din Malaysia peninsulară la în jur de 2,187 m deasupra nivelului mării.

Parcul are rolul de curs superior important pentru statele Kelantan, Terengganu și Pahang. Există trei sisteme principale de râu care își au originea în parc, și anume râurile Lebir, Terengganu și Tembeling. Lebir este unul dintre afluenții râului Kelantan, curgând către nord și trecând prin Delta Kelantan, pe când Râul Terengganu curge către est către Lacul Kenyir și este una dintre principalele ape curgătoare care alimentează lacul, iar Râul Tembeling este unul dintre afluenții râului Pahang, curgând către sud către valea centrală a Pahangului. Aceste râuri se varsă în cele din urmă în Marea Chinei de Sud.

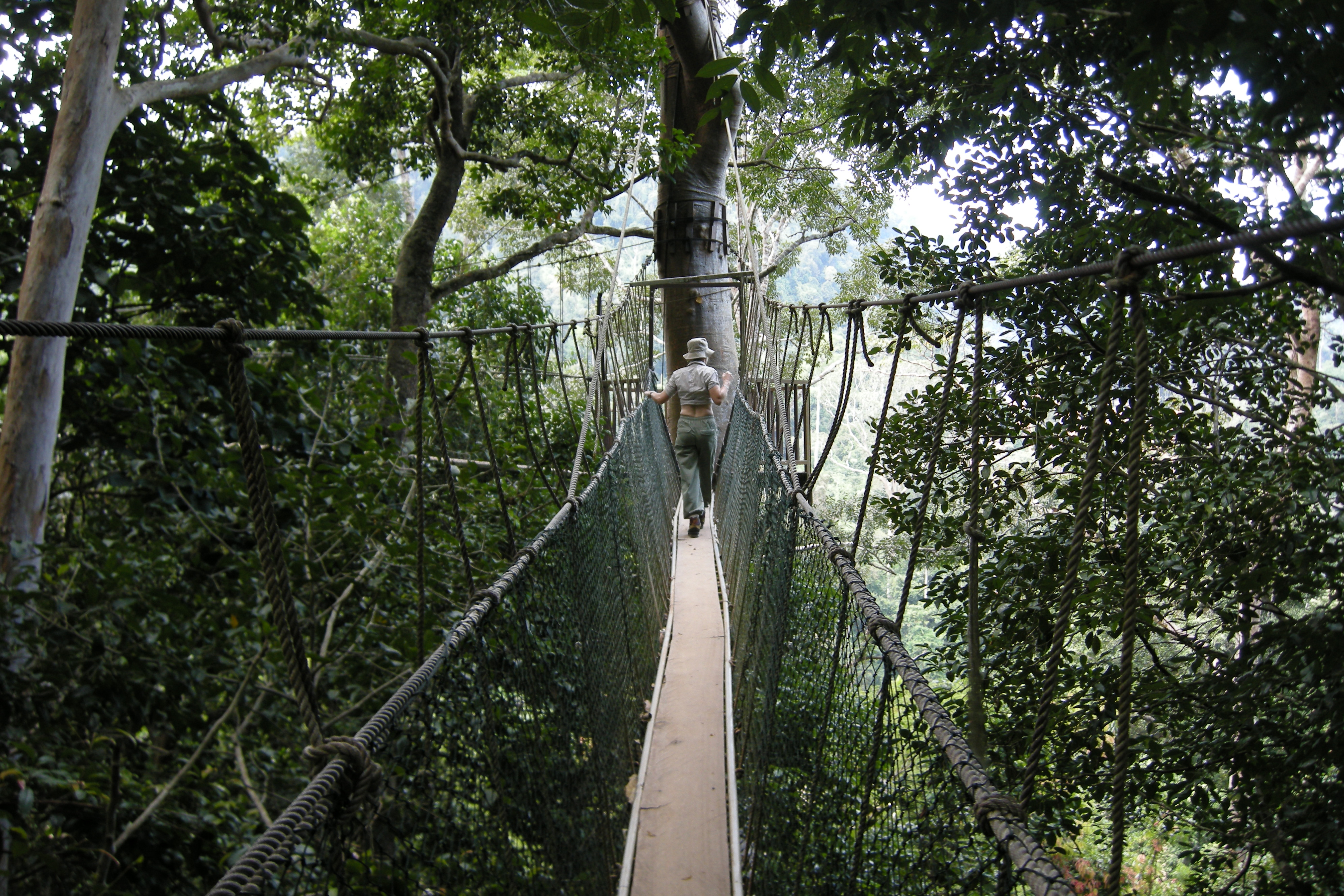
Pod suspendat prin coronamentul copacilor

Parcul a devenit, cu timpul, o destinație de ecoturism din Malaezia. El conține o serie de atracții de ordin biologic și geologic. Gunung Tahan este cel mai înalt punct din Peninsula Malacca (2.187 m); turiștii care vor să îl viziteze pot folosi satul Kuala Tahan sau orașul Merapoh ca punct de pornire și trebuie să primească preventiv permisiune din partea Department of Wildlife and National Parks Peninsular Malaysia.

## Băștinași

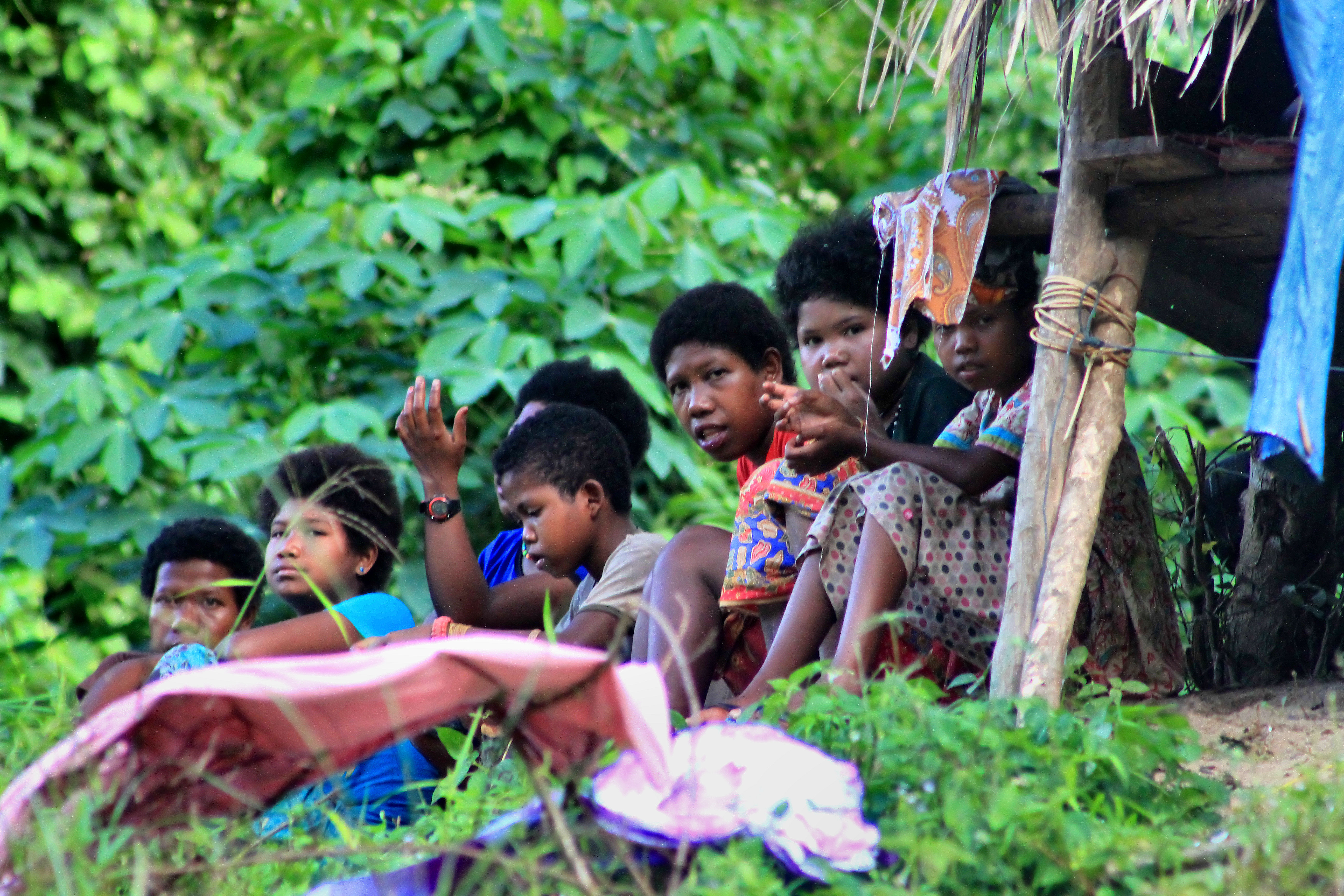
Oameni Batek lângă Taman Negara

Taman Negara face parte din teritoriul tradițional al câtorva grupuri de Orang Asli, băștinașii Malaysiei peninsulare. În particular, câteva grupuri de-ale poporului Batek continuă să trăiască la periferia parcului. Legislația parcului recunoaște populației de Orang Asli dreptul de a folosi Taman Negara (prin secțiunea 15(c), Pahang En. 2/1939). În această privință, sunt enumerate șase „triburi aborigene” (Ple, Temiar, Ple-Temiar, Senoi, Semang și Pangan).

## Diversitate biologică
Speciile găsite în parc cuprind 10.000 de plante, 150.000 de insecte, 25.000 de nevertebrate, 675 de păsări, 270 de reptile, 250 de pești de apă dulce și 200 de mamifere, cuprinzând câteva care sunt rare sau indigene în Malaysia.

### Faună
Taman Negara găzduiește mai multe specii de mamifere, unele destul de rare, printre acestea numărându-se tigrul malaiezian, gaurul malaez (seladang) și elefantul asiatic, rinocerul de Sumatra, tapirul, maimuțe,  ursul malaez, mistrețul și leopardul. De asemenea, aici viețuiesc circa 300 de specii de pești și peste 380 de specii de păsări.

### Floră
În Taman Negara cresc copaci tualung, palmieri rattan, plante acvatice și peste 3.000 de specii de arbori.

## Transport

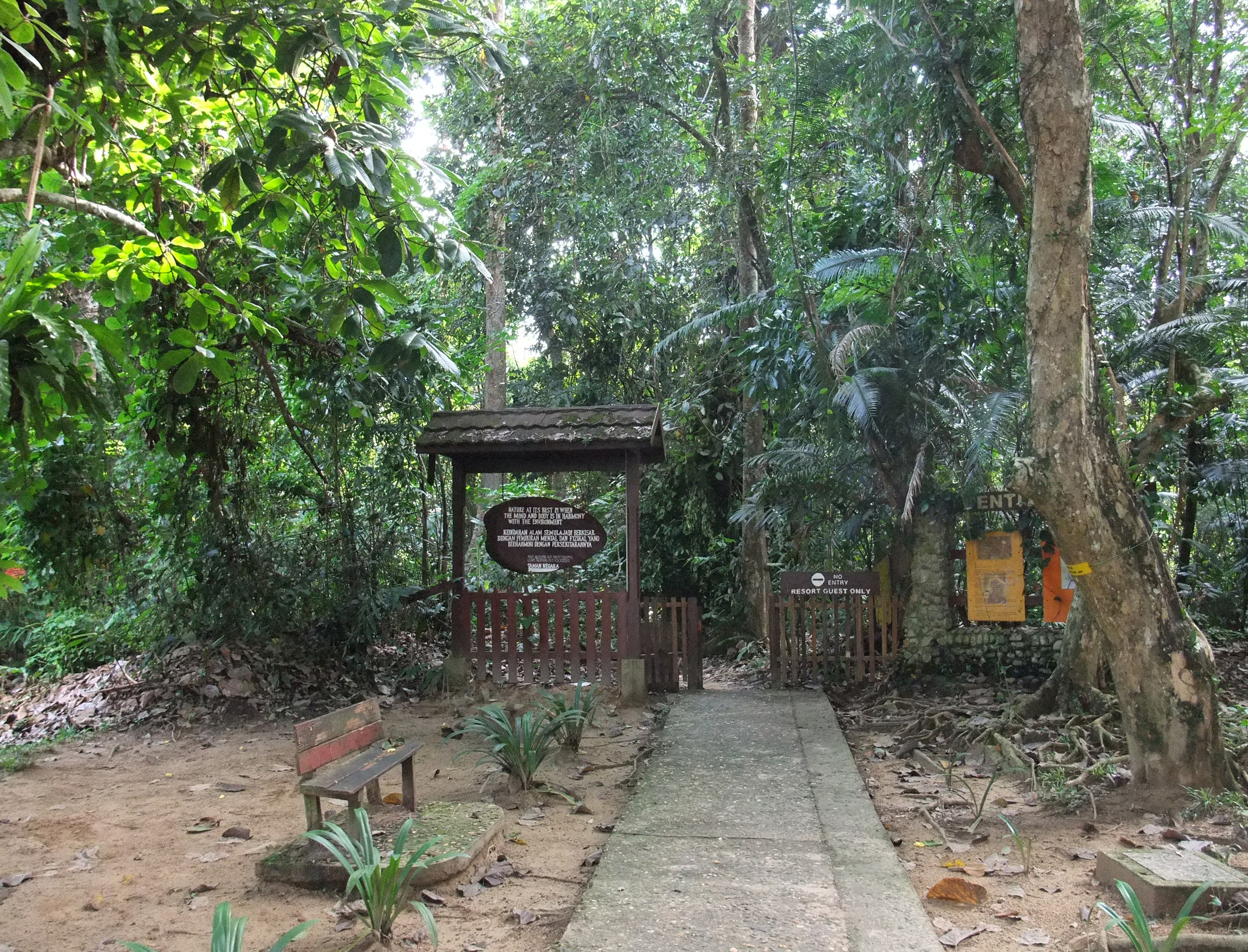
Intrarea de la Kuala Tahan

Trenul interurban al Keretapi Tanah Melayu (KTM) și unele trenuri expres staționează la gara Jerantut, în apropiere de parc.
Operatori locali de turism organizează transportul de la Kuala Lumpur până la intrarea în parc de la Kuala Tahan. Călătoria poate presupune circa 3–4 ore cu autobuzul spre Jerantut și Kuala Tembeling Jetty urmată de una de aproximativ 2 ore și jumătate cu barca spre Kuala Tahan. Permisele de intrare și tururile prin parc sunt adesea incluse în pachetul turistic. Bilete la autobuz cu plecarea din capitală (Stația Bersepadu Selatan sau Hentian Pekeliling) spre orașul Jerantut pot fi procurate și în afara pachetelor turistice.

## În mass-media
Taman Negara a fost reprezentat în compilația de desene With a Little Bit of Lat din ziarul New Straits Times, realizate de desenatorul Lat în 1980 și publicate în același an de Berita Publishing.
Parcul a fost de asemenea subiectul documentarului din 1998 Taman Negara: Destinasi Alam Semulajadi, produs de Filem Negara Malaysia.

## Legături externe
- en Taman Negara pe site-ul departamentului de turism din Malaezia
- my Department of Wildlife and National Parks
- en Stație de cale ferată Jerantut KTM